# Юркі (Люблінське воєводство)
Юркі (пол. Jurki) — село в Польщі, у гміні Конколевниця Радинського повіту Люблінського воєводства.
Населення — 183 особи (2011).
У 1975-1998 роках село належало до Білопідляського воєводства.

## Демографія
Демографічна структура станом на 31 березня 2011 року:
|          | Загалом | Допрацездатний вік | Працездатний вік | Постпрацездатний вік |
| -------- | ------- | ------------------ | ---------------- | -------------------- |
| Чоловіки | 94      | 28                 | 57               | 9                    |
| Жінки    | 89      | 20                 | 47               | 22                   |
| Разом    | 183     | 48                 | 104              | 31                   |